# Sveindís Jane Jónsdóttir
Sveindís Jane Jónsdóttir (* 5. Juni 2001 in Keflavík) ist eine isländische Fußballspielerin. Sie spielt seit 2020 in der isländischen Nationalmannschaft. Ihre Spezialität sind sehr weite Einwürfe.

## Karriere

### Vereine
Sveindís Jane spielte am 25. Mai 2015, knapp vier Monate nach ihrem 14. Geburtstag erstmals für Keflavík IF in einem Zweitligaspiel und kam in der Saison noch auf drei weitere Spiele. In der Saison 2016 hatte sie 14 Einsätze in der regulären Spielzeit, in denen ihr 18 Tore gelangen, und zudem fünf Einsätze mit neun Toren in der Aufstiegsrunde, womit sie in beiden Runden beste Torschützin war. Der Aufstieg gelang aber weder 2016 noch 2017, wo sie in 17 Einsätzen neun Tore erzielte. Erst 2018, als sie in allen 18 Spielen eingesetzt wurde, gelang der Aufstieg, wozu sie neun Tore beisteuerte. 2019 spielte sie dann erstmals in der ersten Liga, trotz ihrer neun Tore in 17 Spielen stieg der Verein als Vorletzter sofort wieder ab. Sveindís Jane wechselte daher zum Rekordmeister Breiðablik Kópavogur. Sie wurde dort auch sofort wieder Stammspielerin, gewann mit dem Verein ihre erste Meisterschaft und wurde mit 14 Toren zusammen mit ihrer Mitspielerin Agla María Albertsdóttir Torschützenkönigin. Zudem erhielt sie die Auszeichnung als beste Spielerin des Jahres. Ende 2020 wechselte sie zum VfL Wolfsburg, wo sie einen Vertrag bis zum 30. Juni 2024 erhielt, aber für ein Jahr an den schwedischen Verein Kristianstads DFF ausgeliehen wurde. Zur Saison 2022/23 kehrte sie aber nach Wolfsburg zurück und nahm mit den Wölfinnen auch an der Gruppenphase der UEFA Women’s Champions League 2022/23 teil, wobei sie fünfmal eingesetzt wurde und ein Tor erzielte. Zur Saison 2025/26 wechselt die Stürmerin zum Angel City FC.

### Nationalmannschaft
Sveindís Jane durchlief ab 2016 die isländischen Juniorinnenmannschaften, wobei sie in einigen Jahren sowohl für die U16-, die U17- als auch die U19-Mannschaft spielte. Mit der U17 nahm sie im Oktober 2016 an der ersten Qualifikationsrunde in Irland für die Europameisterschaft 2017 teil. Mit Siegen gegen Belarus (bei dem sie zwei Tore erzielte) sowie die Färöer und einer Niederlage gegen die Gastgeberinnen erreichten sie als Gruppenzweite die Eliterunde. Bei der Ende März/Anfang April 2017 ausgetragenen Eliterunde konnten sie zwar gegen Schweden und Gastgeber Portugal gewinnen, verloren aber gegen Spanien, wodurch die Endrunde verpasst wurde. Beim nächsten Anlauf im Oktober wurde sie bei den Siegen gegen Montenegro und Gastgeber Aserbaidschan eingesetzt und konnte auch da ein Tor beitragen. Trotz der Niederlage gegen Spanien im letzten Spiel, bei der sie nicht eingesetzt wurde, erreichten sie die zweite Runde. Hier konnte sie im März 2018 im ersten Spiel gegen Irland den 2:1-Siegtreffer erzielen. Ein weiterer Sieg gegen Aserbaidschan reichte aber nicht, da sie das zweite Spiel gegen die U17-Nationalmannschaft Deutschlands verloren, womit ihre Zeit in der U17 endete.
Bereits im August 2016 hatte sie mit 15 Jahren ein Freundschaftsspiel mit der U19-Mannschaft bestritten. Nach zwei weiteren Freundschaftsspielen im August 2018, wo sie beim 5:4-Sieg gegen Schweden ihre ersten drei Tore für die U-19 erzielte, nahm sie im Oktober an der ersten Qualifikationsrunde für die Europameisterschaft 2019 teil. Mit drei Siegen, bei denen sie zweimal mitwirkte und ein Tor erzielte, erreichten sie die zweite Runde. Hier konnten sie im April aber nur ein Spiel gegen Bulgarien gewinnen, bei dem sie nicht mitwirkte. Durch ein Remis gegen Russland und eine Niederlage gegen Gruppensieger Niederlande verpassten sie die Endrunde. Bei der nächsten Austragung der ersten Runde zur Europameisterschaft 2020 hatten sie im Oktober 2019 Heimrecht und sie trug drei Tore zu den Siegen gegen Griechenland und Kasachstan bei. Trotz der abschließenden Niederlage gegen Spanien erreichten sie die zweite Runde. Diese wurde dann aber wie auch die Endrunde wegen der COVID-19-Pandemie nicht durchgeführt. Ihre letzten Einsätze in der U19 waren drei Freundschaftsspiele im März 2020.
Im September 2020 wurde sie dann nach der COVID-19-bedingten Länderspielpause für die letzten Spiele der Qualifikation für die EM 2022 nominiert. Beim 9:0 gegen Lettland stand sie gleich in ihrem ersten A-Länderspiel in der Startelf und erzielte die Tore zum 2:0- und 5:0-Zwischenstand. Sie war damit sofort ein fester Bestandteil der Mannschaft und wurde in den nächsten vier Spielen nur im letzten Spiel in Ungarn in der Nachspielzeit ausgewechselt. Durch den 1:0-Sieg gegen Ungarn konnten sich die Isländerinnen als einer der drei besten Gruppenzweiten für die EM-Endrunde qualifizieren. Auch in den ersten sechs Spielen der Qualifikation für die WM 2023 wurde sie eingesetzt und erzielte drei Tore.
Am 11. Juni 2022 wurde sie für die EM-Endrunde nominiert. Dort kam sie in allen drei Spielen ihrer Mannschaft zum Einsatz. Für das Spiel gegen Belgien wurde sie als Spieler des Spiels ausgezeichnet. Da alle drei Spiele 1:1 endeten, schieden die Isländerinnen als Gruppendritte aus.
Auch in den letzten beiden Gruppenspielen in der Qualifikation für die WM 2023 gehörte sie der Startelf an. Nach einem 6:0-Sieg über Belarus kam es am letzten Spieltag in Utrecht zum Finale um den Gruppensieg gegen die Niederlande, wobei den Isländerinnen ein Remis gereicht hätte. Bis zur 3. Minute der Nachspielzeit hielten sie ihr Tor sauber, dann mussten sie das einzige Tor des Spiels hinnehmen, wodurch sich die Niederländerinnen qualifizierten und die Isländerinnen in die Play-offs gegen Portugal mussten. Durch eine 1:4-Niederlage nach Verlängerung verpassten sie endgültig die WM-Endrunde.
Da erstmals das Abschneiden bei der WM für die europäischen Teams nicht entscheidend für die Qualifikation zu den Olympischen Spielen 2024 war, hatten die Isländerinnen noch die Chance sich über die UEFA Women’s Nations League 2023/24 für die Spiele in Paris zu qualifizieren. Die Isländerinnen konnten aber nur die beiden Spiele gegen Wales und das letzte Spiel gegen Dänemark gewinnen, verloren aber beide Spiele gegen Deutschland und das Heimspiel gegen Dänemark. Damit verpassten sie als Gruppendritte nicht nur das Final Four Turnier, bei dem um zwei Olympiatickets gespielt wurde, sondern mussten auch in die Relegation. Hier setzten sie sich aber mit 1:1 und 2:1 gegen Serbien durch, so dass sie in Liga A bleiben. Sveindis kam nur in den Play-off-Spielen zum Einsatz und erzielte beim Sieg gegen Serbien das Tor zum zwischenzeitlichen Ausgleich.
In der im April 2024 begonnenen Qualifikation für die EM 2025 erzielte sie im ersten Spiel beim 3:0-Sieg gegen Polen ein Tor. Im zweiten Spiel gegen Deutschland musste sie nach 31 Minuten beim Stand von 1:1 verletzungsbedingt ausgewechselt werden. Das Spiel ging dann mit 1:3 verloren. In den restlichen vier Spielen konnte sie aber wieder mitwirken und erzielte im vorletzten beim 3:0-Sieg gegen Deutschland das dritte Tor. Durch den Sieg qualifizierten sich die Isländerinnen für die EM-Endrunde. Im letzten Spiel gegen Polen erzielte sie das Tor zum 1:0-Sieg.
Am 13. Juni 2025 wurde sie für die EM-Endrunde 2025 nominiert. Sie kam bei den drei Niederlagen ihrer Mannschaft zum Einsatz, nach denen die Isländerinnen ausschieden. Im letzten Gruppenspiel gegen Norwegen erzielte sie in der sechsten Minute die 1:0-Führung für die Isländerinnen, die am Ende aber mit 3:4 verloren. 

## Privatleben
Sveindís Jane Jónsdóttir ist Tochter eines isländischen Vaters und einer aus Ghana stammenden Mutter.

## Erfolge
- Isländische Meisterin: 2020
- Torschützenkönigin der Pepsideild kvenna 2020 (gemeinsam mit Agla María Albertsdóttir, beide Breiðablik Kópavogur)
- Deutsche Meisterin: 2022
- Deutsche Pokalsiegerin: 2022, 2023, 2024

## Auszeichnungen
- Beste Spielerin der Pepsideild kvenna 2020